# 熊本県LPガス協会
一般社団法人熊本県LPガス協会（いっぱんしゃだんほうじんくまもとけんエルピーガスきょうかい）は、熊本県における液化石油ガスを供給する会社の業界団体である。熊本県内600数十社のLPガス販売店及び卸売事業者等で構成されている。

## 概要

### 事務所
〒862-0951　熊本県熊本市中央区上水前寺2丁目18番4号

## 目的・事業
LPガスの販売を通じ、事故防止のための保安の確保、取引の適正化に努め、お客様がいつでも安心してLPガスを使っていただけるよう以下のような事業を行っている。
- LPガス使用者への情報提供
- LPガスによる災害・事故の防止
- 社会貢献
- 行政とLPガス業界とのパイプ役
- LPガスの適正な取り引きの指導
- 安全・安定供給の確保

これらの事業を行い、販売事業者の自主保安体制の確立及び健全な育成発展を図ることにより、公共の福祉の増進に寄与することを目的としている。

## 沿革
- 1965年（昭和40年）1月7日 - 社団法人熊本県エルピーガス協会設立[1]

## 組織

### 部会・委員会
- 総務部会
  - 総務委員会
  - 青年部会
- 保安部会
  - 法規技術委員会
- 販売事業者部会
  - 経営合理化推進委員会
  - 市場正常化対策委員会
- 競合エネルギー対策部会
  - 都市ガス対策委員会
  - 電力対策委員会
  - 市場対策委員会
  - 戦略企画委員会
- 広報部会
  - 広報委員会
  - 協会ホームページ委員会
- 卸売事業者部会

- スタンド部会

## 事業

### 社会貢献事業
- 毎年2月と8月の年2回、当協会事務所において社会貢献事業の一環として献血活動を実施している。

## 関連団体
- 一般社団法人全国LPガス協会

### 業務関連公益法人団体
- 熊本県高圧保安ガス協会